# Circuito callejero de Bangsaen
El circuito callejero de Bangsaen es un circuito urbano de carreras de 3,700 kilómetros (2,299 mi) ubicado en Bang Saen, Chonburi. El circuito fue inaugurado en 2007 y acoge el Speed Festival una vez al año. Antes de albergar eventos internacionales en 2017, Apex Circuit Design remodeló el circuito.

## Récords de vuelta
En agosto de 2019, los récords de vuelta de carrera oficiales más rápidos en el circuito se enumeran como:
| Categoría                  | Tiempo                     | Piloto                     | Vehículo                     | Evento                                                 |
| Circuito: 3,700 km (2007-) | Circuito: 3,700 km (2007-) | Circuito: 3,700 km (2007-) | Circuito: 3,700 km (2007-)   | Circuito: 3,700 km (2007-)                             |
| -------------------------- | -------------------------- | -------------------------- | ---------------------------- | ------------------------------------------------------ |
| TCR                        | 1:30.656                   | Lo Sze Ho                  | Honda Civic Type R TCR (FK2) | Ronda de Bangsaen de TCR Asia 2018                     |
| Copa Porsche Carrera       | 1:35.932                   | Martin Ragginger           | Porsche 911 (991 II) GT3 Cup | Ronda de Bangsaen de la Copa Porsche Carrera Asia 2019 |